# Sony Alpha 350

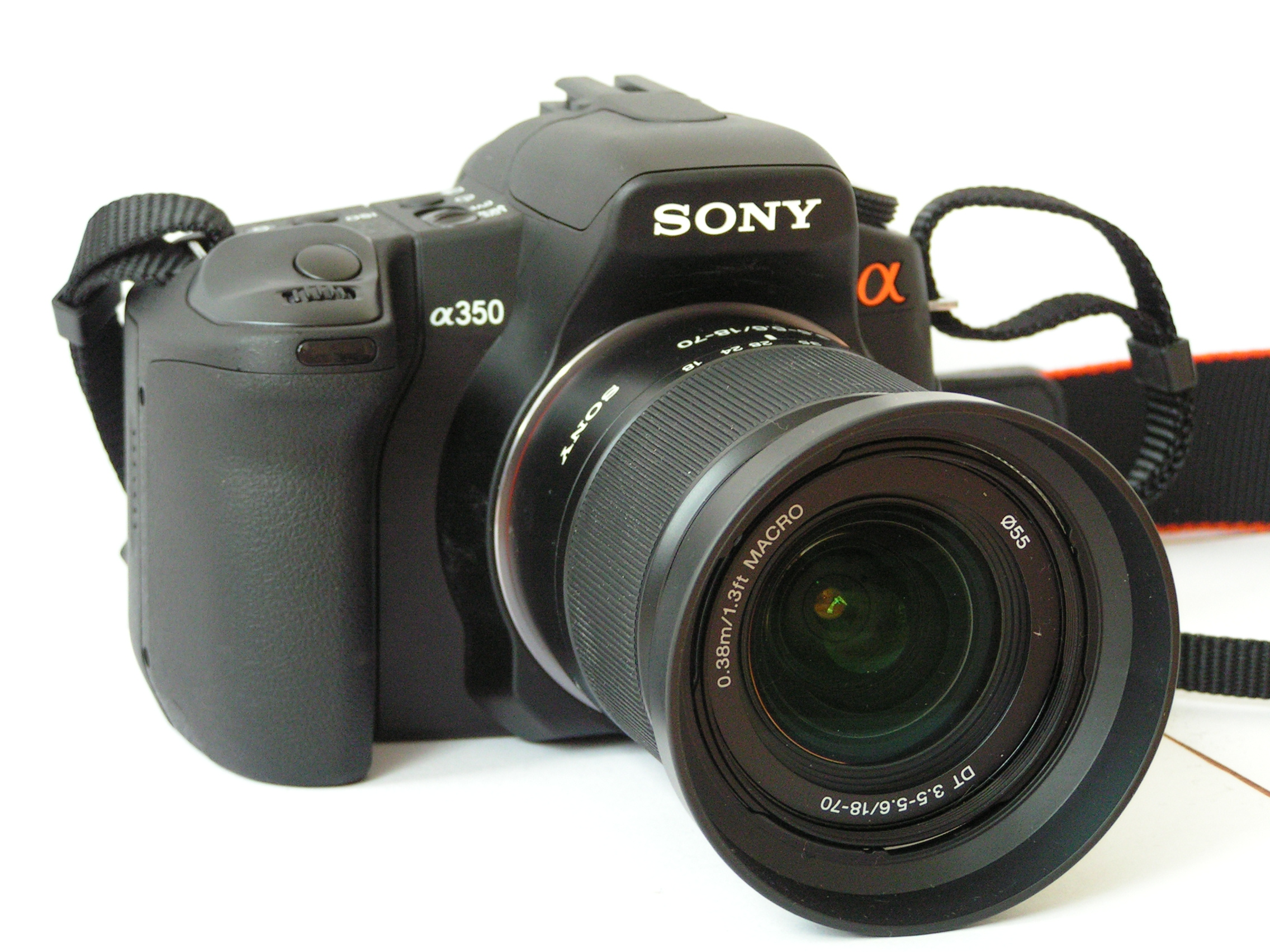
Sony Alpha 350

Die Sony α350 (DSLR-A350) ist die vierte der digitalen Spiegelreflexkameraserie von Sony, welche im März 2008 eingeführt wurde. Sie ist zur α300 bauähnlich bis auf den Bildsensor (Auflösung der α300: 10,2 Megapixel) und gleicht dem älteren Modell damit in allen zusammenhängenden Funktionen und Eigenschaften.
Wie die α300 besitzt diese Kamera einen zweiten Sensor, der das Bild für die Live-View-Funktion liefert.
Mit einem Schalter am Gehäuse der Kamera kann zwischen optischem Sucher und Live-View gewechselt werden.
Im Vergleich zu den Live-View-Lösungen von Canon oder Nikon muss der Schwingspiegel beim Fokussieren nicht bewegt werden. Der Autofokus ist dadurch genau so schnell wie im klassischen Spiegelreflex-Betrieb, da auch im Live-View-(LV)-Modus die Phasenvergleich-Sensoren verwendet werden.
Zu dem Zeitpunkt verwendeten Live-View-Lösungen anderer Hersteller, die den eigentlichen Sensor der Kamera verwenden, die langsamere (allerdings potentiell genauere) Kontrastmessung.
Dafür ist die Bildqualität des zweiten Sensors deutlich geringer.
Zusammen mit dem schwenkbaren Display erlaubt die Live-View-Funktion der Alpha 300 und 350 vielfältige Aufnahme-Winkel.

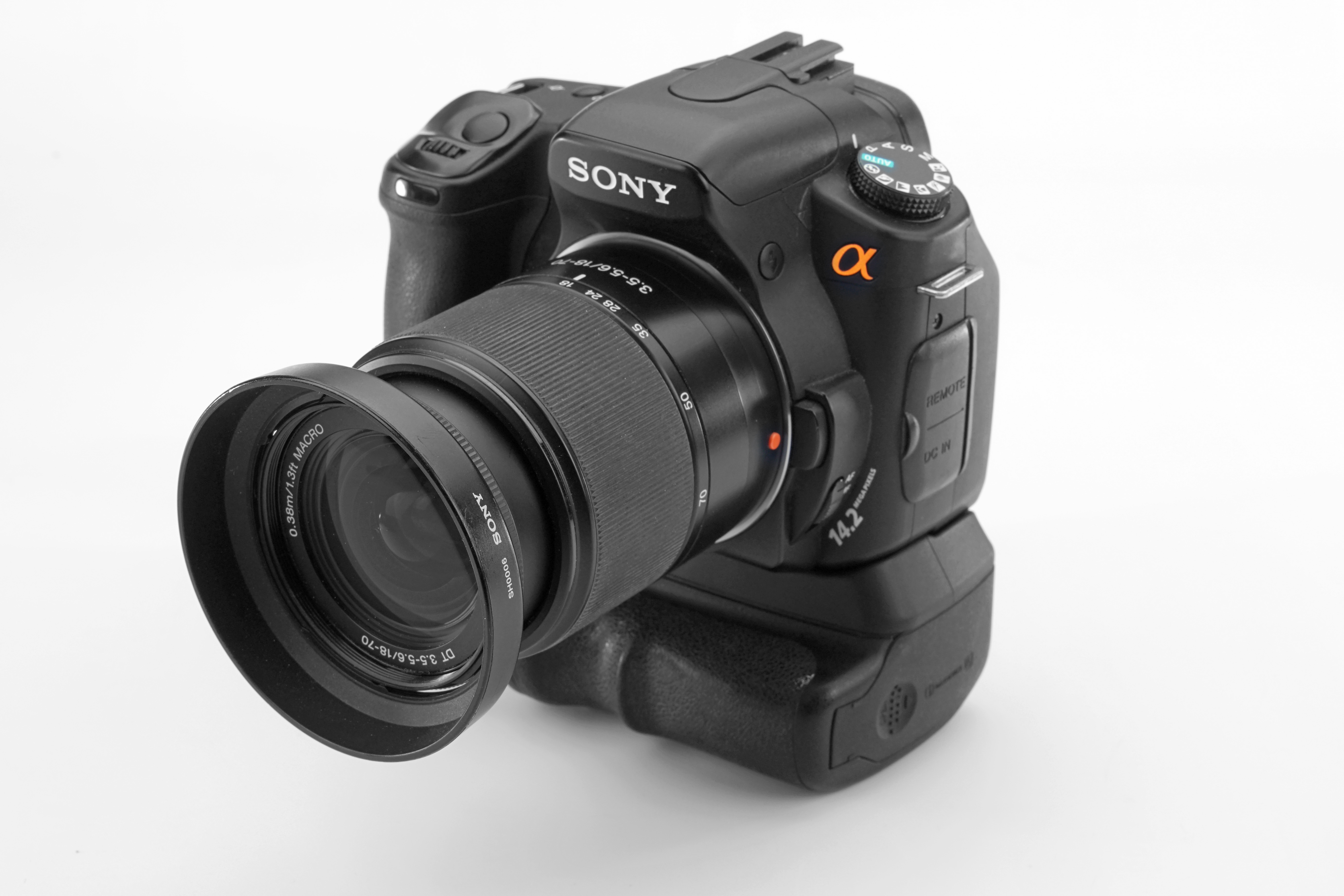
SONY A350 Body und Batteriegriff mit SONY DT 18-55mm

Die Alpha 350 verwendet ISO-Werte von 100 bis 3200.

## Technische Merkmale
- 14,2-Megapixel-CCD-Sensor
- 2,7-Zoll-schwenkbares Display, 320 × 240 Pixel (76.800 Pixel), 148 ppi[2]
- Sony A350 Body und Batteriegriff mit SONY DT 18-55mmReaktionsschneller Live View Modus
- 9-Punkt-Autofokus-System

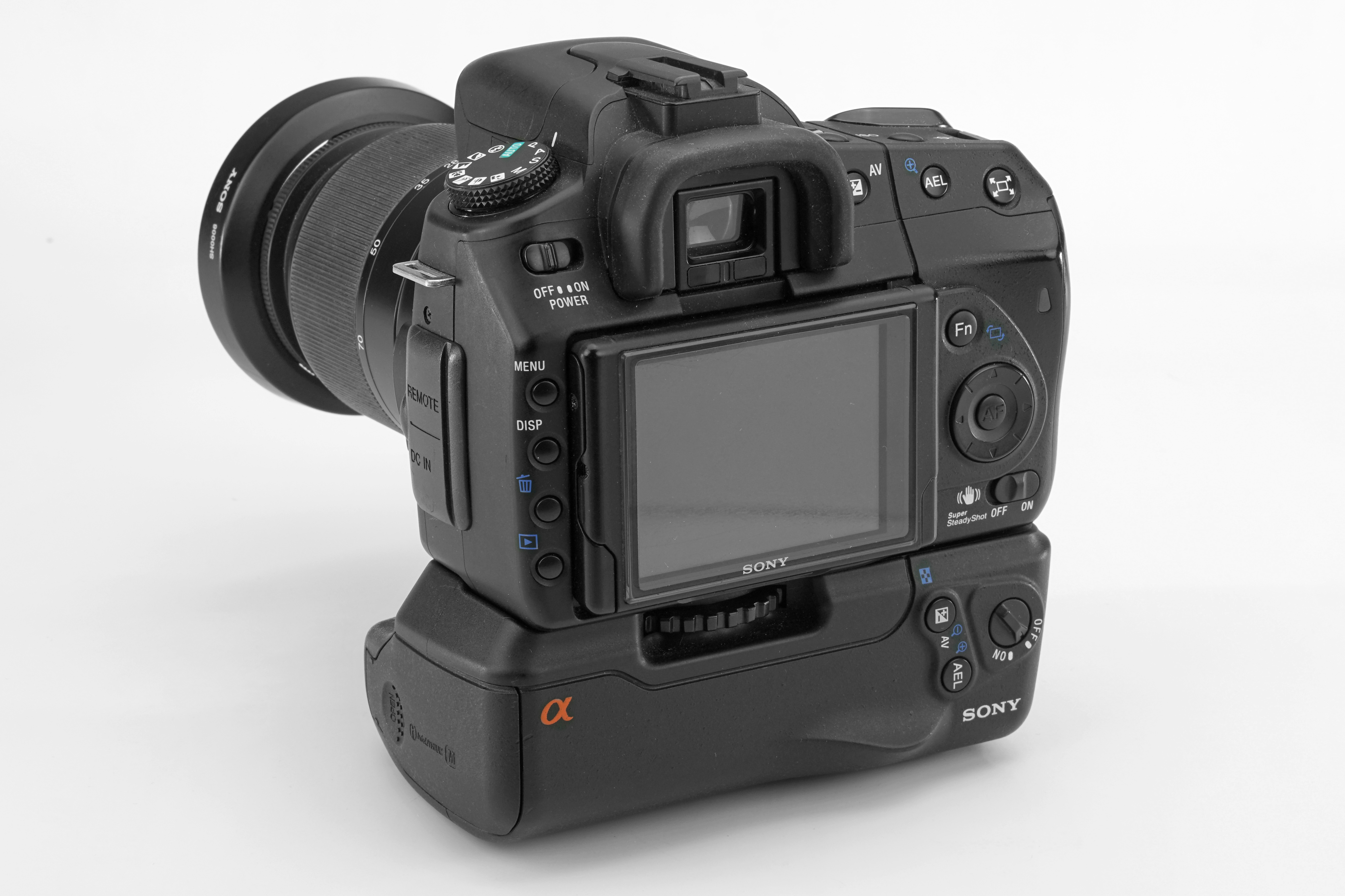
Sony A350 Body und Batteriegriff mit SONY DT 18-55mm

- Verschlusszeit 30s+Bulb bis 1/4000s, Serienaufnahmen bis 2,5 Bilder/s

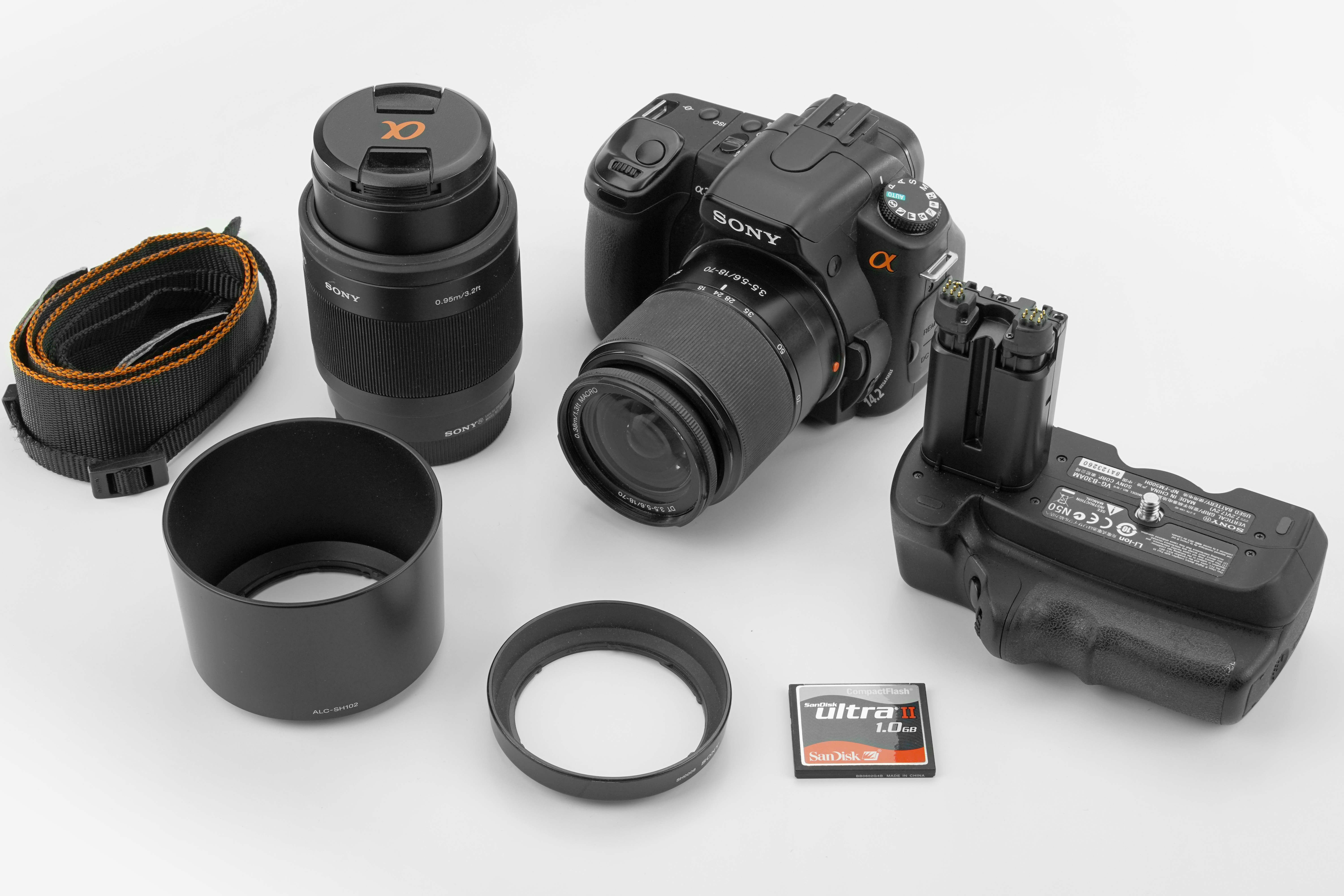
Sony A350 Kit mit SONY DT 18-55mm und DT 55-200mm

- Sony A350 Kit mit SONY DT 18-55mm und DT 55-200mmIm Gehäuse integrierte Bildstabilisierung Super Steady Shot
- Sensorreinigungsfunktion zum Entfernen von Verunreinigungen des Bildsensors